# Lorenzo Franchi (pittore)
Lorenzo Franchi (Bologna, circa 1563 – circa 1630) è stato un pittore italiano attivo in uno stile tardo manierista o primo barocco, principalmente a Reggio Emilia.

## Biografia
Si formò sotto Camillo Procaccini e con lui viaggiò a Reggio Emilia. Nel tempo il suo stile si accostò all'opera di Annibale e Ludovico Carracci  Dipinse per la basilica di San Prospero a Reggio Emilia e nella residenza del Signore Giovanni Casotti. Dipinse una Vergine seduta col Bambino, e San Giovanni Battista per la Chiesa di San Tommaso; una Sant'Orsola per la chiesa di San Zenone; e affrescò la Cappella del SS. Rosario in San Domenico.
Al di fuori di Reggio Emilia, la sua opera si trova a San Pellegrino fuori Porta Castello. Dipinse anche molti stendardi da processione, campo in cui gareggiò con Sisto Badalocchio. Quando suo fratello morì, i suoi nipoti rimasero senza supporto e Franchi si trasferì a Bologna, ove trovò una forte concorrenza, così tornò nuovamente a Reggio Emilia, dove dipinse una Vergine dell'Annunciazione con coro d'angeli per la chiesa dei Santi Giacomo e Filippo.